# Eibelkopf
Der Eibelkopf ist ein 1317 m ü. NHN hoher Gipfel im Wendelsteingebiet, das zum Mangfallgebirge in den Bayerischen Voralpen gehört.

## Topographie
Das Eibelkopf liegt auf dem Gebiet der Steingrabner Alm. Er liegt auf dem namenlosen Höhenzug, der sich mit den Gipfeln Schwarzenberg, Sternplatte, Sterneck, Katzenköpfl, Rißkopf, Breitenstein und Schweinsberg westlich über dem Jenbachtal erhebt.
Am einfachsten ist der Eibelkopf über die Forststraße zur Steingrabner Alm zu erreichen. Von dort über die Wiese weglos weiter bis zum höchsten Punkt. Dort befindet sich ein Steinmandl.